# De lachende scheerkwast
De lachende scheerkwast was een Nederlandse televisieserie van de VPRO van Wim T. Schippers uit 1981 en 1982. De serie bestond uit twaalf afleveringen, die werden uitgezonden van 6 september 1981 tot 28 maart 1982.
Daar de VPRO na de eerste zes afleveringen niet geheel tevreden was, kwam er een voorlopig einde aan de serie. Om toch de verhaallijn te kunnen voortzetten, ging de serie voor vijf afleveringen op de radio door. Dit gebeurde als hoorspel vanuit de Mazzo, live in het radioprogramma Mia's andere wereld. Na vier maanden werden de volgende zes afleveringen op de televisie alsnog uitgezonden.

## Naam
De lachende scheerkwast was de naam van de theatervoorstelling die Jacques Plafond zou schrijven voor Sjef van Oekel, Gé Braadslee en Henk J. Pal. Deze theatervoorstelling komt echter pas in de laatste afleveringen voor, zodat in het begin van de serie de naam van de serie een raadsel is.
De naam is ontleend aan de bijnaam van een medewerker van de VPRO-televisie, de goedlachse Bob Ris, die voorzien was van een wat treurige sik.

## Verhaal

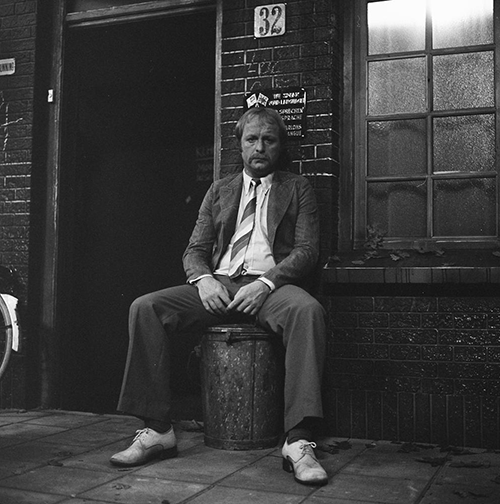
Rein Schaambergen voor Café 't Ouwe Lulleke

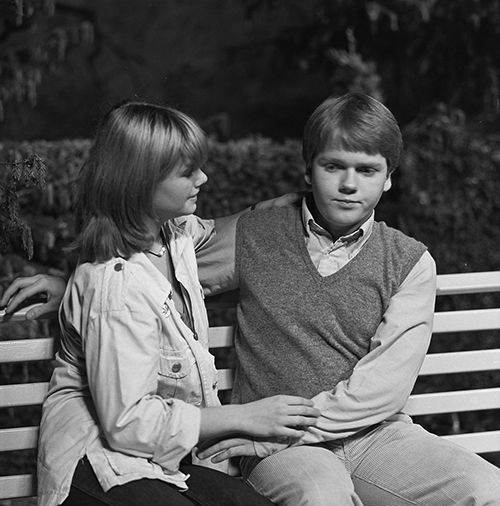
Irene Schaambergen en Otto Drissen op bankje in het Willy Dobbeplantsoen

De serie kenmerkt zich door het ontbreken van een duidelijke verhaallijn. Ze komt wat traag op gang met als centrale persoon Rein Schaambergen (hoofd van de school met de bijbel). In de eerste aflevering heeft hij een afspraak met Henk Pal tijdens de kerkdienst op zondagochtend van dominee Van Zutphen en organist Jan Vos. Later buiten de kerk ontploft de auto van Henk Pal terwijl ook de televisie van Rein ontploft. Rein, die niet gelovig is en vaak vloekt, baalt van de kerk en de school met de bijbel waarna hij na te veel te hebben gedronken ruzie maakt met diverse ouders op een ouderavond en dan wordt ontslagen. Hij stort zich daarna in een onbezonnen avontuur met een aantrekkelijke jongedame die een plaatje wil opnemen. Ook thuis heeft hij het niet makkelijk met zijn vrouw Ria en dochter Irene. In volgende afleveringen zien we veel andere (vaak bekende) types in de serie opduiken waardoor er verschillende verhaallijnen door elkaar gaan spelen zoals Gé Braadslee die een bloemenshop de "Fleurette" was begonnen. Opvallend waren ook de scènes waarbij Rein zich tegenover de schrijver in het Willy Dobbeplantsoen uitliet over de verhaallijn. De laatste aflevering van de eerste serie van zes afleveringen eindigt met een cliffhanger waarbij op het muziekfeestje van mevrouw De Wilde deze wordt neergeschoten en de kijkers enkele maanden moeten wachten om te weten te komen wie de dader is.
In de zevende aflevering enkele maanden later blijkt dat ze helemaal niet neergeschoten is maar dat ze wilden weten of er iemand is die om haar gaf als ze er niet meer zou zijn. Ook komt vanaf die aflevering een kantoor in beeld dat in de voorgaande afleveringen nog niet voorkwam. Het is in het geheel onduidelijk waar dat kantoor toe dient. Otto Drissen krijgt een ernstig ongeluk met de auto die hij van mevrouw De Wilde cadeau heeft gekregen en belandt in het Toon Hermansziekenhuis. In het Toon Hermansziekenhuis zou volgens de computerberekeningen van dokter Paalhof Otto dood moeten gaan maar hij blijft leven en brengt zelfs dominee Bert van Zutphen van zijn geloof af waarna deze postjongen wordt op het kantoor van Frits van Zanten. Deze voormalige bankmedewerker en zeer geïnteresseerd in het vermogen van mevrouw de Wilde, is de directeur van dat kantoor, maar bij een controle door het Engelse hoofdkantoor wordt hij ontslagen en vervangen door Ria Schaambergen die net haar Moedermavo-diploma heeft gehaald. Rein Schaambergen wordt privédetective en zijn eerste opdracht is om de gangen van de man van mevrouw De Wilde na te gaan waarbij hij tot de conclusie komt dat haar man fout is geweest in de oorlog. Boy Bensdorp komt in de serie voor het eerst met zijn smoezelige cafetaria voor. In de laatste aflevering vindt een groots optreden plaats in de drs. Frits van Zantenhal met de try-out van De lachende scheerkwast waarbij Gé Braadslee bevalt van haar zoon Willem en het onbekend is wie de vader is.
Sommige afleveringen zijn ronduit chaotisch van aard.

## Seizoenen
| Seizoen | Afleveringen | Uitzendingen                       |
| ------- | ------------ | ---------------------------------- |
| 1       | 6            | 6 september 1981 - 11 oktober 1981 |
| 2       | 6            | 21 februari 1982 - 28 maart 1982   |

## Afleveringen

### Seizoen 1
| Aflevering (seizoen) | Aflevering (serie) | Titel                        | Uitzenddatum      |
| -------------------- | ------------------ | ---------------------------- | ----------------- |
| 1                    | 1                  | Foto's en negatieven         | 6 september 1981  |
| 2                    | 2                  | Een azalea vol knop          | 13 september 1981 |
| 3                    | 3                  | Een lied van verlangen       | 20 september 1981 |
| 4                    | 4                  | De goudgerande schallebijter | 27 september 1981 |
| 5                    | 5                  | Laat mij niet lachen         | 4 oktober 1981    |
| 6                    | 6                  | Stenen op het strand         | 11 oktober 1981   |

### Seizoen 2
| Aflevering (seizoen) | Aflevering (serie) | Titel                 | Uitzenddatum     |
| -------------------- | ------------------ | --------------------- | ---------------- |
| 1                    | 7                  | Gedane zaken          | 21 februari 1982 |
| 2                    | 8                  | Noten op zang         | 28 februari 1982 |
| 3                    | 9                  | Hoe of wat            | 7 maart 1982     |
| 4                    | 10                 | Komen en gaan         | 14 maart 1982    |
| 5                    | 11                 | Geen weg terug        | 21 maart 1982    |
| 6                    | 12                 | Hoe ver kan men gaan? | 28 maart 1982    |

## Liedjes
In 1984 verscheen bij Derecu Benelux een langspeelplaat met de titel Verder gaat alles goed met  liedjes uit de Scheerkwast en Opzoek naar Yolanda  geschreven door Wim T.Schippers met muziek van Clous van Mechelen. Uit de Scheerkwast betrof het:
- Ik ben Jan Vos              - Jan Vos
- Haha laat me niet lachen    - Sjef van Oekel
- De gek geworden bever       - Henk.J.Pal
- Verliefd                    - Ingrid Gortebroek
- Een lied van verlangen      - Gé Braadslee en Jan Vos
- Mr Carrington               - Ria Schaambergen
- Pebbles on the beach        - Jacques Plafond
- Redondance                  - Loes de Wilde

## Rolverdeling
| Personage                                                   | Acteur/actrice      |
| ----------------------------------------------------------- | ------------------- |
| Rein Schaambergen                                           | Lex de Regt         |
| Ria Schaambergen-Rotsak                                     | Mies de Heer        |
| Irene Schaambergen                                          | Annebé van Oort     |
| Ingrid Gortebroek                                           | Zillah Emanuels     |
| Dominee Bert van Zutphen (later postjongen)                 | Walter Crommelin    |
| Ouderling H. van Dalden / Waldo van Dungen / Sjef van Oekel | Dolf Brouwers       |
| Gé Braadslee                                                | Mimi Kok jr.        |
| Jan Vos                                                     | Clous van Mechelen  |
| Theo Drissen                                                | Bob van Tol         |
| Marion Drissen-Faldere                                      | Joss Fluhr          |
| Otto Drissen                                                | Dick van den Toorn  |
| Thijs van der Vet                                           | J.C. Ris            |
| Gerda van der Vet-Swanenjong                                | Rina de Heus        |
| Loes de Wilde-Dofpoot                                       | Truus Dekker        |
| Jaap Gascogne                                               | Bert Hoeting        |
| Marijke Vlug                                                | Marie Kooijman      |
| Joh. Blafhoed                                               | Nico Jansen         |
| A.Doef                                                      | Ad Petersen         |
| Boy Bensdorp                                                | Rob van Houten      |
| Elsje de Wit                                                | Janine van Elzakker |
| Henk J. Pal                                                 | Cees Schouwenaar    |
| Jacques Plafond                                             | Wim T. Schippers    |
| Drs. Frits van Zanten                                       | Ferd Hugas          |
| Mr. Carrington                                              | Keith Barron        |
| Ms. Brookfield                                              | Dawn Mastin         |
| Dokter Paalhof                                              | John Smit           |
| Bart Keggel                                                 | Carol van Herwijnen |
| Barman Thijs                                                | Rob Romkes          |
| Jan Verdriet                                                | Niek Lucas          |
| Man met hond op militair oefenterrein                       | Jaap Bar            |

en vele anderen.

## Melodie
De herkenningsmelodie werd geschreven en ingezongen door Schippers zelf met een heel lage stem. In de eerste serie van zes afleveringen ging de beginmelodie vergezeld van luchtopnamen ergens boven Nederland en in de eindmelodie liep Schippers ergens op de grond. In de tweede serie afleveringen waren fragmenten uit de serie te zien.

## Prijsvraag
Aan het eind van elke aflevering was er nog een prijsvraag waarbij de kijkers een vraag moesten beantwoorden en dan een prijs konden winnen, bijvoorbeeld een jaar lang gratis wc-papier. Deze prijsvraag hield verband met een ledenwerfactie van de VPRO omdat het aantal benodigde leden voor een C-omroep door de minister werd verhoogd van 100.000 naar 150.000 en voor een B-omroep naar 300.000 en de VPRO ambitie had een B-omroep te worden wat enkele jaren later lukte. De vraag werd gesteld door Joh. Blafhoed, A. Doef of Marijke Vlug. De uitreiking van de prijs van de prijsvraag van de laatste aflevering vond plaats in het programma BG-TV, omdat de serie zelf geen zendtijd meer had na de laatste aflevering.

## Trivia
- De herkenningsmelodie was ook te horen in het radioprogramma Ronflonflon, aflevering 147. Alleen werd het toen in het Engels gezongen. De Engelse versie van het liedje heet: Jacques Plafond and his Plafonnières - What's the Matter with Hannah?
- In de serie komen (zoals vaak bij Wim T. Schippers) een aantal absurde namen voor, onder meer:
  - Toon Hermansziekenhuis
  - Barend Servetstraat
  - Herman van Veenweg
  - Jos Brinkstraat
  - Gerrit den Braberweg
  - Willy Dobbeplantsoen
  - Slijterij Koning Alcohol
  - Drs. Frits van Zantenhal
  - Molton hotel
  - Café 't Ouwe Lulleke
  - Rochelten

## Dvd-uitgave
In april 2008 verscheen de serie voor het eerst op dvd, als onderdeel van de programma's die door Wim T. Schippers waren gemaakt: Wim T. Schippers' televisiepraktijken.